# Kongowczyk czubaty
Kongowczyk czubaty (Bias musicus) – gatunek małego ptaka z rodziny wangowatych (Vangidae), zamieszkujący Afrykę Subsaharyjską. Nie jest zagrożony wyginięciem.

## Taksonomia
Jest to jedyny przedstawiciel rodzaju Bias. Wcześniej był zaliczany do rodziny krępaczków (Platysteiridae). Międzynarodowy Komitet Ornitologiczny (IOC) wyróżnia trzy podgatunki: B. m. musicus (Vieillot, 1818), B. m. changamwensis Van Someren, 1919 i B. m. clarens Clancey, 1966. Autorzy listy ptaków świata opracowywanej we współpracy BirdLife International z autorami HBW (5. wersja online: grudzień 2020) uznają ten gatunek za monotypowy. Proponowane podgatunki pallidiventris (opisany z Angoli) i femininus (z Ugandy) nie są obecnie uznawane.

## Występowanie i biotop
Zasięg występowania rozciąga się od wybrzeży Afryki Zachodniej po Kenię oraz dalej w kierunku Afryki Południowej aż po Mozambik. Zasiedla tereny leśne.
Poszczególne podgatunki zamieszkują:
- B. m. musicus – Sierra Leone do północnej Angoli, Demokratycznej Republiki Konga i Ugandy
- B. m. changamwensis – środkowa Kenia i wschodnia Tanzania
- B. m. clarens – południowe Malawi do Zimbabwe i Mozambiku

## Morfologia

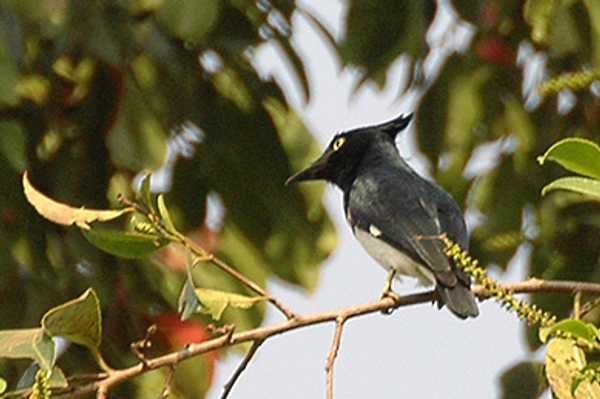
Samiec kongowczyka czubatego (Uganda)

Długość ciała około 15 cm. Dziób czarny, nogi żółte. Wyraźnie zaznaczony dymorfizm płciowy – u samca upierzenie czarne na grzbiecie, gardle i piersi z czubkiem z tyłu głowy. U samicy upierzenie grzbietu, skrzydeł i ogona brązowe.

## Ekologia i zachowanie

### Pożywienie
Pokarm stanowią głównie bezkręgowce.

### Lęgi
Para ptaków wykazuje silne więzi partnerskie, przebywając ze sobą przez cały rok. Gniazdo w postaci czarki, uwite z roślinności jest przymocowane do gałązek za pomocą nici pajęczych. Samica składa do gniazda 2–3 białe z ciemnymi plamami jaja. Wysiadywaniem jaj zajmuje się samica, samiec w tym czasie pilnuje gniazda, odganiając inne zwierzęta m.in. małpy. Młode opuszczają gniazdo po około 18 dniach

## Status i zagrożenia
Międzynarodowa Unia Ochrony Przyrody (IUCN) uznaje kongowczyka czubatego za gatunek najmniejszej troski (LC – Least Concern) nieprzerwanie od 1988 roku. Liczebność światowej populacji nie została oszacowana, ale ptak ten opisywany jest jako niezbyt pospolity do pospolitego. Trend liczebności populacji uznaje się za spadkowy ze względu na postępujące niszczenie siedlisk.